# روري لامونت
روري لامونت (بالإنجليزية: Rory Lamont)‏ هو لاعب اتحاد الرغبي بريطاني، ولد في 10 أكتوبر 1982 في بيرث في المملكة المتحدة.

## وصلات خارجية
- روري لامونت على موقع دوري الرغبي الممتاز (الإنجليزية)
- روري لامونت عل موقع إسبنسكروم (الإنجليزية)
- روري لامونت على موقع ItsRugby.co.uk (الإنجليزية)